# Markus Günther

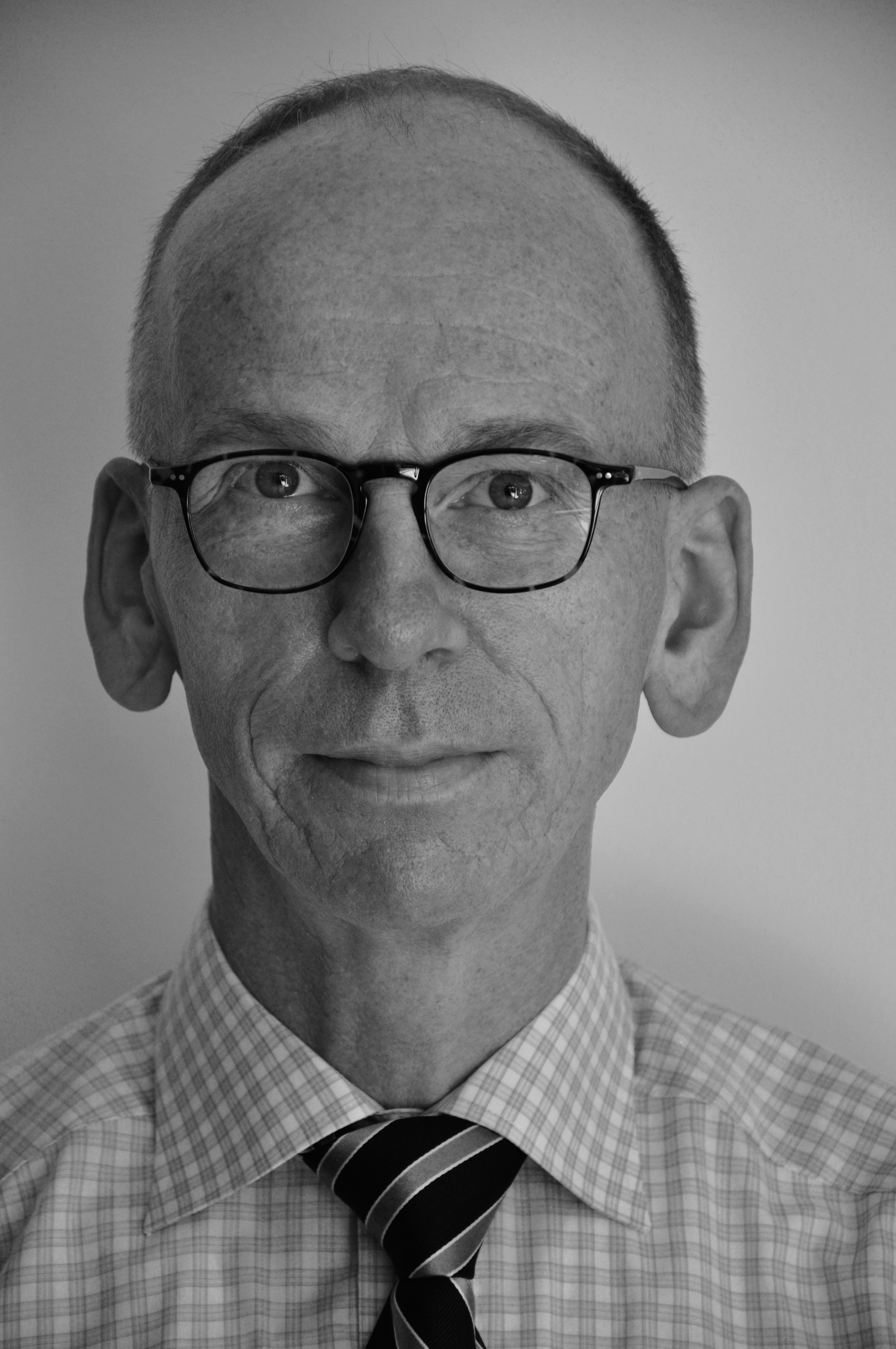
Markus Günther

Markus Günther (* 15. Dezember 1965 in Bottrop) ist ein deutscher Schriftsteller und Journalist.

## Leben und Wirken
Günther studierte Geschichte und Politikwissenschaft in Bochum, Lyon und Montreal. Er wurde 2003 in Bochum im Fach Neuere Geschichte mit einer von Wolfgang Helbich betreuten Arbeit über die Atlantiküberquerung im Zeitalter der Massenauswanderung promoviert.
Er war für zahlreiche deutsche und US-Zeitungen tätig, darunter für die Frankfurter Allgemeine Zeitung und die Los Angeles Times. Von 1995 bis 2000 arbeitete er als EU- und NATO-Korrespondent in Brüssel. Von 2000 bis 2009 berichtete er als Auslandskorrespondent deutscher Tageszeitungen aus Washington, D.C. Er war Mitglied im Pressekorps des Weißen Hauses und in der Jury des Theodor-Wolff-Preises. 2007 veröffentlichte er die erste deutschsprachige Obama-Biographie.
Von 2009 bis 2011 war Markus Günther Chefredakteur der Augsburger Allgemeinen Zeitung. Der kressreport schrieb über seine Zeit in Augsburg: „Er trat dort mit dem Anspruch an, aus dem Blatt eine politisch ambitionierte, debattenfreudige Regionalzeitung mit überregionaler Geltung zu machen.“ Nach dem Tod der Verlegerin Ellinor Holland musste er im Streit mit ihrer Tochter Alexandra Holland die Zeitung verlassen. Später beriet er kurzzeitig den Kölner Erzbischof Rainer Maria Woelki in Kommunikationsfragen, gab die Position aber im Protest gegen die mangelhafte Missbrauchsaufarbeitung des Kardinals auf.
Schriftstellerisch trat Günther zunächst mit Essays in Erscheinung. Im Jahr 2013 erschien sein Essay Hitler und wir, in dem er die deutsche Vergangenheitsbewältigung kritisch bewertete und vor neuen totalitären Tendenzen warnte. Für kontroverse Diskussionen sorgte Günthers Essay Nur noch Analphabeten, der am 24. Mai 2014 in der Frankfurter Allgemeinen Sonntagszeitung erschien. Darin warnt er vor einem völligen Zusammenbruch der Lesekultur im digitalen Zeitalter.
Im Februar 2017 erschien sein erster Roman Weiß und 2020 der Roman Pietà. 2023 erschien die Erzählung Erntestolz. 
Markus Günther lebt in Washington DC.

## Ehrungen und Auszeichnungen
Für seine Texte wurde er vielfach ausgezeichnet. 2007 erhielt er für seinen Leitartikel Kriege ohne Sieger, erschienen in der Badischen Zeitung, den deutsch-amerikanischen Journalistenpreis des Auswärtigen Amtes. Weitere Auszeichnungen waren der Europapreis der Philip-Morris-Stiftung, der Mitteldeutsche Journalistenpreis, das Arthur F. Burns Fellowship und der Europapreis der Hanns-Seidel-Stiftung. Für seinen in der Frankfurter Allgemeinen Sonntagszeitung erschienenen Text Nur noch Analphabeten erhielt er 2015 den Dietrich-Oppenberg-Medienpreis der Stiftung Lesen. 2018 zeichnete ihn Bundesfamilienministerin Franziska Giffey für seinen Essay Du musst kämpfen mit dem mit 10.000 € dotierten Preis der Deutschen Palliativstiftung und der Deutschen Gesellschaft für Palliativmedizin aus. Der Essay war „ein Plädoyer gegen die Kampfrhetorik am Krankenbett“ von Krebspatienten.

## Schriften (Auswahl)
- Auf dem Weg in die Neue Welt. Die Atlantiküberquerung im Zeitalter der Massenauswanderung 1818–1914. Wißner, Augsburg 2005, ISBN 3-89639-503-3 (Zugleich: Bochum, Universität, Dissertation, 2003).
- Gesichter Amerikas. Reportagen aus dem Land der unbegrenzten Widersprüche. Henselowsky Boschmann Verlag, Bottrop 2006, ISBN 3-922750-63-X
- Barack Obama. Amerikas neue Hoffnung. Wißner Verlag, Augsburg 2007, ISBN 3-89639-620-X
- Das Gesicht des Krieges. Vorwort in: Ernst Jünger: In Stahlgewittern.  Weltbild, Augsburg 2013. ISBN 978-3-8289-5783-1
- Auf den Spuren des Fischers. In: Luis Antonio Tagle: Glaube, Liebe, Hoffnung. Vom Christsein in einer globalisierten Welt. Übersetzt und mit einem Nachwort v. Markus Günther. Fe-Medienverlag, Kisslegg 2014. ISBN 978-3-86357-081-1.
- Weiß. Roman. Dörlemann Verlag, Zürich 2017, ISBN 978-3-03820-043-7.
- Pietà. Roman. Fontis Verlag, Basel 2020, ISBN 978-3-03848-189-8.